# Nouméa International
Die Nouméa New Caledonia International sind die offenen internationale Meisterschaften von Neukaledonien im Badminton. Mit der Ausrichtung internationaler Titelkämpfe werden zum einen die Anstrengungen des Badmintonverbandes von Neukaledonien manifestiert, der Sportart Badminton im Land zu weiterer Popularität zu verhelfen und zum anderen auch die Bemühungen des Badminton-Weltverbandes verdeutlicht, Länder und Regionen, die bisher nicht im internationalen Turnierzyklus beteiligt waren, dort zu integrieren. Bei den dokumentierten Austragungen des Turniers seit 1999 wurden Punkte für die Badminton-Weltrangliste vergeben. Die erste Auflage der Titelkämpfe fand 1995 statt, die zehnte 2005.

## Sieger
| Jahr      | Herreneinzel       | Dameneinzel       | Herrendoppel                       | Damendoppel                      | Mixed                             |
| --------- | ------------------ | ----------------- | ---------------------------------- | -------------------------------- | --------------------------------- |
| 1995 1998 | keine Daten        | keine Daten       | keine Daten                        | keine Daten                      | keine Daten                       |
| 1999      | Jerome Careil      | nicht ausgetragen | nicht ausgetragen                  | nicht ausgetragen                | nicht ausgetragen                 |
| 2000      | Nathan Malpass     | Renee Flavell     | Nicholas Kidd Nathan Malpass       | nicht ausgetragen                | John Moody Renee Flavell          |
| 2001      | Jimmy Pohan        | nicht ausgetragen | nicht ausgetragen                  | nicht ausgetragen                | Jimmy Pohan Willani Setiawati     |
| 2002      | Nick Marks         | Valérie Sarengat  | Nick Marks Thommy Sargito          | nicht ausgetragen                | nicht ausgetragen                 |
| 2003      | Sho Sasaki         | Lenny Permana     | Guy Gibson Stuart Gomez            | nicht ausgetragen                | Stuart Brehaut Tania Luiz         |
| 2005      | Stuart Gomez       | Renee Flavell     | Ross Smith Glenn Warfe             | nicht ausgetragen                | Scott Menzies Renee Flavell       |
| 2006 2008 | nicht ausgetragen  | nicht ausgetragen | nicht ausgetragen                  | nicht ausgetragen                | nicht ausgetragen                 |
| 2009      | Joe Wu             | Deyanira Angulo   | Oliver Leydon-Davis Henry Tam      | Danielle Barry Donna Haliday     | Henry Tam Donna Haliday           |
| 2010      | Bjorn Seguin       | Agnese Allegrini  | Luke Chong Oon Hoe Keat            | Cécile Kaddour Johanna Kou       | Bjorn Seguin Deyanira Angulo      |
| 2011 2012 | nicht ausgetragen  | nicht ausgetragen | nicht ausgetragen                  | nicht ausgetragen                | nicht ausgetragen                 |
| 2013      | Wesley Caulkett    | Kelly Stern       | Luke Charlesworth Asher Richardson | Magali Bravo Kelly Stern         | Asher Richardson Magali Bravo     |
| 2014      | nicht ausgetragen  | nicht ausgetragen | nicht ausgetragen                  | nicht ausgetragen                | nicht ausgetragen                 |
| 2015      | Howard Shu         | Jeanine Cicognini | Anthony Joe Pit Seng Low           | Johanna Kou Maria Masinipeni     | Shane Masinipeni Maria Masinipeni |
| 2016      | nicht ausgetragen  | nicht ausgetragen | nicht ausgetragen                  | nicht ausgetragen                | nicht ausgetragen                 |
| 2017      | Ashwant Gobinathan | Wendy Chen        | Matthew Chau Sawan Serasinghe      | Setyana Mapasa Gronya Somerville | Sawan Serasinghe Setyana Mapasa   |
| 2018 2024 | nicht ausgetragen  | nicht ausgetragen | nicht ausgetragen                  | nicht ausgetragen                | nicht ausgetragen                 |